# Tešedíkovo
Tešedíkovo és un poble i municipi d'Eslovàquia que es troba a la regió de Nitra, al sud-oest del país. El 2022 tenia una població estimada de 3.691 habitants.

## Demografia
| Godina             | 1994 | 2004   | 2014   | 2024   |
| ------------------ | ---- | ------ | ------ | ------ |
| Nombre de persones | 3751 | 3688   | 3745   | 3621   |
| Diferència         |      | −1,67% | +1,54% | −3,31% |

| Godina             | 2023 | 2024   |
| ------------------ | ---- | ------ |
| Nombre de persones | 3656 | 3621   |
| Diferència         |      | −0,95% |